# Франкенау
Франкенау (нім. Frankenau) — місто в Німеччині, знаходиться в землі Гессен. Підпорядковується адміністративному округу Кассель. Входить до складу району Вальдек-Франкенберг.
Площа — 57,29 км2. Населення становить 2875 ос. (станом на 31 грудня 2020).